# André Strappe
André Strappe (Bully-les-Mines, Francia, 23 de febrero de 1928-El Havre, Francia, 9 de febrero de 2006) fue un futbolista francés que jugó como delantero y luego se desempeñó como entrenador.
Strappe jugó 23 partidos y marcó 4 goles para la selección de fútbol de Francia. Participó en la Copa Mundial de Fútbol de 1954 en Suiza. Después de retirarse como jugador, él dirigió a los clubes de SC Bastia, Tavaux-Damparis y Châteauroux. Murió a los 77 años.

## Equipos

### Como jugador
| Equipo                         | País                | Años                | PJ  | Goles |
| ------------------------------ | ------------------- | ------------------- | --- | ----- |
| Lille OSC                      | Francia             | 1948-1958           | 303 | 108   |
| Le Havre AC                    | Francia             | 1958-1961           | 94  | 25    |
| FC Nantes                      | Francia             | 1961-1963           | 63  | 15    |
| SC Bastia                      | Francia             | 1963–1964           | 4   | 0     |
| Châteauroux                    | Francia             | 1970–1970           | 10  | 2     |
| Selección de fútbol de Francia | Francia             | 1949–1954           | 23  | 4     |
| Total en su carrera            | Total en su carrera | Total en su carrera | 547 | 160   |

### Como entrenador
| Equipo             | País    | Años      |
| ------------------ | ------- | --------- |
| SC Bastia          | Francia | 1964-1965 |
| US Tavaux-Damparis | Francia | 1966–1970 |
| Châteauroux        | Francia | 1970–1971 |

## Palmarés
| Título               | Club        | Año  |
| -------------------- | ----------- | ---- |
| Copa de Francia      | Lille OSC   | 1953 |
| Ligue 1              | Lille OSC   | 1954 |
| Copa de Francia      | Lille OSC   | 1955 |
| Copa de Francia      | Le Havre AC | 1959 |
| Ligue 2              | Le Havre AC | 1959 |
| Supercopa de Francia | Le Havre AC | 1959 |